# Czternastokąt

Czternastokąt foremny

Czternastokąt foremny – wielokąt wypukły, który ma 14 równych boków oraz 14 kątów o równej mierze. Każdy z nich ma miarę {\displaystyle 154{\tfrac {2}{7}}^{\circ }\approx 154{,}286^{\circ },} zaś ich suma wynosi 2160°.
Pole powierzchni czternastokąta foremnego o boku długości {\displaystyle a} wyraża się wzorem:
{\displaystyle S={\frac {7}{2}}a^{2}\operatorname {ctg} {\frac {\pi }{14}}\approx 15{,}3345\cdot a^{2}.}